# Francisco Miguel Cárdenas Valdez
Francisco Miguel Cárdenas Valdez är en ort i Mexiko.   Den ligger i kommunen Nogales och delstaten Sonora, i den nordvästra delen av landet, 1 800 km nordväst om huvudstaden Mexico City. Francisco Miguel Cárdenas Valdez ligger 1 184 meter över havet och antalet invånare är 541.
Terrängen runt Francisco Miguel Cárdenas Valdez är varierad. Francisco Miguel Cárdenas Valdez ligger nere i en dal. Runt Francisco Miguel Cárdenas Valdez är det ganska glesbefolkat, med 42 invånare per kvadratkilometer. Närmaste större samhälle är Nogales, 14,6 km väster om Francisco Miguel Cárdenas Valdez. Omgivningarna runt Francisco Miguel Cárdenas Valdez är i huvudsak ett öppet busklandskap.